# Marsiliana d'Albegna
Marsiliana d'Albegna is een plaats (frazione) in de Italiaanse gemeente Manciano.